# Martin Urianstad
Martin Urianstad Bugge (Stavanger, 6 februari 1999) is een Noorse wielrenner.

## Carrière
Omdat zijn ploeg in 2020 een stap hogerop deed, werd Urianstad dat jaar prof. In april 2021 maakte hij zijn debuut in de World Tour, toen hij aan de start stond van de Amstel Gold Race.

## Palmares

### Overwinningen
2019
Bergklassement Vredeskoers-GP Jeseniky U23
2020
 Noors kampioen op de weg, Beloften

### Resultaten in voornaamste wedstrijden
|      | \| Jaar \| Gent-Wevelgem \| Ronde van Vlaanderen \| Amstel Gold Race \| Luik-Bast.‑Luik \| Waalse Pijl \| Parijs-Tours \| \| ---- \| ------------- \| -------------------- \| ---------------- \| --------------- \| ----------- \| ------------ \| \| 2021 \| \| \| 120e \| \| \| \| \| 2022 \| opgave \| \| \| \| \| 70e \| \| 2023 \| 55e \| opgave \| opgave \| \| 108e \| 94e \| \| 2024 \| \| \| 91e \| 104e \| 43e \| \| \| 2025 \| \| \| opgave \| opgave \| opgave \| \| |                      |                  |                 |             |              |
| Jaar | Gent-Wevelgem | Ronde van Vlaanderen | Amstel Gold Race | Luik-Bast.‑Luik | Waalse Pijl | Parijs-Tours |
| 2021 | |                      | 120e             |                 |             |              |
| 2022 | opgave |                      |                  |                 |             | 70e          |
| 2023 | 55e | opgave               | opgave           |                 | 108e        | 94e          |
| 2024 | |                      | 91e              | 104e            | 43e         |              |
| 2025 | |                      | opgave           | opgave          | opgave      |              |

## Ploegen
- 2018 –  Uno-X Norwegian Development Team (stagiair vanaf 1 augustus)
- 2019 –  Uno-X Norwegian Development Team
- 2020 –  Uno-X Pro Cycling Team
- 2021 –  Uno-X Pro Cycling Team
- 2022 –  Uno-X Pro Cycling Team
- 2023 –  Uno-X Pro Cycling Team
- 2024 –  Uno-X Pro Cycling Team
- 2025 –  Uno-X Mobility

Abrahamsen · Andersen · Blikra · Charmig · Dversnes · Eg · Gregaard · Gudmestad · Halvorsen · Hansen · Hindsgaul · Holter · Hulgaard · A. Johannessen · T. Johannessen · K. Kulset · S. Kulset · Larsen · Levy · Resell · Saugstad · A. Skaarseth · I. Skaarseth · Sleen · Tiller · Træen · Urianstad · Wærenskjold · Wærsted
Abrahamsen · Andersen · Bendixen · Blikra  · Blume Levy · Charmig · Dversnes · Eg · Fredheim · Gregaard · Gudmestad · Halvorsen · Hindsgaul · Holter · A. Johannessen · T. Johannessen · Kristoff · M. Kulset · S. Kulset · Larsen · Norman Leth · Resell · Sander Hansen · Skaarseth · Tiller · Træen · Urianstad · Wærenskjold
Abrahamsen · Andersen · Bendixen · Bévort · Blikra  · Blume Levy · Cort · Dversnes · Eiking (vanaf 8/2) · Fredheim · Gudmestad · Hoelgaard · Holter · Hvideberg · A. Johannessen · T. Johannessen · Kristoff · J. Kulset · M. Kulset · S. Kulset · Larsen · Leknessund · Løland · Resell · Sander Hansen · Skaarseth · Tiller · Urianstad · Wallin · Wærenskjold